# Gare de Wambaix
Gare de Wambaix vasútállomás Franciaországban, Wambaix településen.

## Vasútvonalak
Az állomást az alábbi vasútvonalak érintik:
- Busigny-Somain-vasútvonal

## Kapcsolódó állomások
A vasútállomáshoz az alábbi állomások vannak a legközelebb:
- Gare de Cattenières
- Gare de Cambrai-Ville